# John de Wolf
John de Wolf (Schiedam, 1962. december 10. –) válogatott holland labdarúgó, hátvéd, edző.

## Pályafutása

### Klubcsapatban
A Schiedamse Boys együttesében kezdte a labdarúgást, majd a Sparta Rotterdam korosztályos csapatában folytatta, ahol 1983-ban mutatkozott be az első csapatban. 1985 és 1989 között az FC Groningen labdarúgója volt. 1989-ben ismét Rotterdamba szerződött a Feyenoordhoz, ahol egy bajnoki címet és négy holland kupa győzelmet ért el a csapattal öt idény alatt. 1994 és 1996 között az angol Wolverhampton Wanderersben szerepelt. Az 1996–97-es idényre hazatért és a VVV játékosa volt. A következő idényben az izraeli Hapóél Askelón csapatában szerepelt. 1998 és 2000 között a Helmond Sport, 2000-ben a Zwart Wit'28 labdarúgója volt. Itt fejezte be az aktív labdarúgást. Utolsó csapatánál már edzőként is tevékenykedett.

### A válogatottban
1987 és 1994 között hat alkalommal szerepelt a holland válogatottban és két gólt szerzett. Tagja volt az 1994-es Egyesült Államokbeli világbajnokságon részt vevő válogatottnak, de pályára nem lépett.

### Edzőként
2000 óta folyamatosan edzőként dolgozik. Játékos pályafutása utolsó klubjánál, a Zwart Wit'28 már játékos-edző volt. Edzőként tevékenykedett az RKSV Halsteren, az SVVSM, a Haaglandia, az FC Türkiyemspor, a Voorschoten '97 és a WKE együtteseinél. 2012 óta a VV Sliedrecht szakmai munkáját irányítja.

## Sikerei, díjai
Feyenoord
- Holland bajnokság
  - bajnok: 1992–93
- Holland kupa (KNVB beker)
  - győztes: 1991, 1992, 1994, 1995
- Holland szuperkupa
  - győztes: 1991